# Lotta greco-romana ai Giochi della XIX Olimpiade - Pesi massimi
La competizione della categoria pesi massimi (oltre 97 kg) di lotta greco-romana dei Giochi della XIX Olimpiade si è svolta dal 23 al 26 ottobre 1968 all'Arena Insurgentes di Città del Messico.	

## Formato
Ad ogni incontro venivano assegnate penalità secondo il risultato.	
Con sei penalità o più il lottatore veniva eliminato.	

## Risultati
| Legenda                                  | Legenda |
| ---------------------------------------- | ------- |
| Lottatore con 6 penalità o più Eliminato |         |

### 1º Turno
Si è disputato il 23 ottobre	
| Vincitore            | Pen. | Risultato  | Sconfitto         | Pen. |
| -------------------- | ---- | ---------- | ----------------- | ---- |
| Edward Wojda         | 0    | Schienata  | Arje Nadbornik    | 4    |
| Ragnar Svensson      | 2    | = Parità = | Roland Bock       | 2    |
| Anatolij Roščin      | 0    | Schienata  | Stefan Petrov     | 4    |
| Bob Roop             | 0    | Schienata  | Harry Geris       | 4    |
| Raymond Uytterhaeghe | 0    | Schienata  | Yorihide Isogai   | 4    |
| István Kozma         | 0    | Schienata  | Constantin Buşoiu | 4    |
| Petr Kment           | 0    | Schienata  | Hassan Bechara    | 4    |
| Bekir Aksu           | 0    | Esentato   |                   |      |

### 2º Turno
Si è disputato il 24 ottobre
| Vincitore            | Pen. | Risultato  | Sconfitto       | Pen. |
| -------------------- | ---- | ---------- | --------------- | ---- |
| Bekir Aksu           | 2,5  | = Parità = | Edward Wojda    | 2,5  |
| Ragnar Svensson      | 2    | Schienata  | Arje Nadbornik  | 8    |
| Anatolij Roščin      | 1    | Ai Punti   | Roland Bock     | 5    |
| Stefan Petrov        | 4    | Schienata  | Bob Roop        | 4    |
| Raymond Uytterhaeghe | 1    | Ai Punti   | Harry Geris     | 7    |
| István Kozma         | 0    | Schienata  | Yorihide Isogai | 8    |
| Constantin Buşoiu    | 4    | Schienata  | Hassan Bechara  | 8    |
| Petr Kment           | 0    |            |                 |      |

### 3º Turno
Si è disputato il 25 ottobre	
| Vincitore         | Pen. | Risultato  | Sconfitto            | Pen. |
| ----------------- | ---- | ---------- | -------------------- | ---- |
| Ragnar Svensson   | 3    | Ai Punti   | Edward Wojda         | 5,5  |
| Stefan Petrov     | 4    | Squalifica | Roland Bock          | 9    |
| Anatolij Roščin   | 1    | Schienata  | Bob Roop             | 8    |
| István Kozma      | 0    | Schienata  | Raymond Uytterhaeghe | 5    |
| Petr Kment        | 0    | Squalifica | Bekir Aksu           | 6,5  |
| Constantin Buşoiu | 4    | Esentato   |                      |      |

### 4º Turno
Si è disputato il 25 ottobre	
| Vincitore       | Pen. | Risultato  | Sconfitto            | Pen. |
| --------------- | ---- | ---------- | -------------------- | ---- |
| Petr Kment      | 1    | Ai Punti   | Constantin Buşoiu    | 7    |
| István Kozma    | 0    | Schienata  | Stefan Petrov        | 8    |
| Anatolij Roščin | 1    | Schienata  | Edward Wojda         | 9,5  |
| Ragnar Svensson | 3    | Squalifica | Raymond Uytterhaeghe | 9    |

### 5º Turno
Si è disputato il 26 ottobre	
| Vincitore       | Pen. | Risultato      | Sconfitto       | Pen. |
| --------------- | ---- | -------------- | --------------- | ---- |
| Petr Kment      | 5    | =Squalificati= | Ragnar Svensson | 7    |
| Anatolij Roščin | 3,5  | = Parità =     | István Kozma    | 2,5  |

## Classifica finale
| Pos.    | Atleta               | Nazione          |
| ------- | -------------------- | ---------------- |
| Oro     | István Kozma         | Ungheria         |
| Argento | Anatolij Roščin      | Unione Sovietica |
| Bronzo  | Petr Kment           | Cecoslovacchia   |
| 4       | Ragnar Svensson      | Svezia           |
| 5       | Constantin Buşoiu    | Romania          |
| 6       | Stefan Petrov        | Bulgaria         |
| 7       | Raymond Uytterhaeghe | Francia          |
| 8       | Edward Wojda         | Polonia          |
| 9       | Bekir Aksu           | Turchia          |
| 10      | Bob Roop             | Stati Uniti      |
| 11      | Roland Bock          | Germania Ovest   |
| 12      | Harry Geris          | Canada           |
| 13      | Arje Nadbornik       | Finlandia        |
| 13      | Yorihide Isogai      | Giappone         |
| 13      | Hassan Bechara       | Libano           |